# 粗糙喜林芋
粗糙喜林芋（学名：Philodendron ornatum）又名銀葉蔓綠絨，为天南星科喜林芋属下的一个种。

## 扩展阅读
- 維基物種上的相關：粗糙喜林芋